# Crunomys celebensis
Crunomys celebensis  (Musser, 1982) è un roditore della famiglia dei Muridi endemico di Sulawesi.

## Descrizione

### Dimensioni
Roditore di piccole dimensioni, con la lunghezza della testa e del corpo tra 115 e 127 mm, la lunghezza della coda tra 80 e 84 mm, la lunghezza del piede tra 25 e 27 mm, la lunghezza delle orecchie di 14 mm e un peso fino a 55 g.

### Aspetto
La pelliccia è corta, densa e soffice. Il colore generale del corpo è castano scuro, i lati del muso, la groppa e gli arti sono bruno-nerastri, mentre la gola è bruno-grigiastra e il petto è più chiaro con dei riflessi grigiastri. Due anelli concentrici circondano ogni occhio, con quello più esterno scuro e quello più interno privo di peli. Le vibrisse sono corte. Le orecchie sono piccole, rotonde e cosparse di piccoli peli bruno-nerastri. La coda è più corta della testa e del corpo, è nero-brunastra sopra, più chiara sotto, ricoperta finemente di peli e con 19-20 anelli di scaglie per centimetro.

## Biologia

### Comportamento
È una specie terricola e diurna.

### Alimentazione
Si nutre probabilmente di insetti.

## Distribuzione e habitat
Questa specie è conosciuta soltanto da 3 esemplari catturati nella valle montana del Lago Lindu ed altri 7 catturati sul Monte Gandangdewata, nella parte centrale di Sulawesi.
Vive nelle foreste pluviali tropicali sempreverdi tra 823 e 1.600 metri di altitudine

## Conservazione
La IUCN Red List, considerato che questa specie è conosciuta soltanto da 3 individui, classifica C.celebensis come specie con dati insufficienti (DD).